# Ich heiße Niki
Ich heiße Niki ist ein deutscher Spielfilm von Rudolf Jugert aus dem Jahr 1952. Die Hauptrollen in dieser Geschichte um ein Kind namens Niki sind mit Paul Hörbiger, Aglaja Schmid, Hardy Krüger und Erika von Thellmann besetzt.

## Handlung
Im Zug teilt sich der Oberregierungsrat und Steuerbeamte Hieronymus Spitz samt Hund Tobby ein Abteil mit einer jungen Frau samt Kleinkind. Hieronymus füttert seinen Hund liebevoll, dem er im Gegensatz zu den Menschen vertraut, und reagiert verärgert auf die Fragen der Frau, die wissen will, ob er allein und in guten Verhältnissen lebt. An einer Zugstation steigt die junge Frau aus und lässt ihr Kind samt Koffer bei Hieronymus zurück. Bald wird durch einen im Koffer beigelegten Brief deutlich, dass die junge Frau, die Winnie heißt, ihr Kind aus Verzweiflung zurückgelassen hat. Hieronymus ist wenig begeistert, nimmt den Jungen namens Niki jedoch vorläufig mit in seine Wohnung. Die Vermieterin Jette ist zunächst entsetzt, erliegt jedoch schnell dem Charme Nikis. Statt ihn wie geplant ins Kinderheim zu geben, werden Hieronymus und Jette Nikis Ersatzeltern, richten ihm liebevoll ein Kinderzimmer ein und planen seine Adoption.
Winnie ließ ihr uneheliches Kind zurück, weil ihr Verlobter Paul nichts von Niki wusste und die Verbindung mit Winnie andernfalls sofort gelöst hätte. Auch der vorsichtige Vorstoß von Winnies Vermieterin Frau Altmann, die Paul Winnies Schicksal indirekt schildert, lässt deutlich werden, dass er ein uneheliches Kind ablehnen und die Freundin verstoßen würde. Er plant, Winnie zu heiraten und kurze Zeit später mit ihr nach Amerika auszuwandern. Will Winnie zunächst ihre Vergangenheit so schnell wie möglich hinter sich lassen, flieht sie kurz vor dem Ablegen vom Dampfer, der nach Amerika geht. Ohne Geld verfolgt sie die Spur Nikis bis nach München, verliert sie dort jedoch. Sie versetzt ihren Ehering und muss schließlich als Obdachlose in Notunterkünften und Kirchen nächtigen. Ein erster Suchaufruf nach Niki, der in der Zeitung erscheint, bleibt ohne Erfolg, versteckt Jette doch die Zeitung vor Hieronymus.
Paul hat unterdessen von Frau Altmann die Wahrheit über Jette und das Kind erfahren. Nach erster sturer Abwehr ist er bald bereit, nicht nur Winnie zu verzeihen, sondern auch Vaterpflichten zu übernehmen. Winnie bricht auf einer Polizeiwache zusammen, auf der sie ihre Tat zu Protokoll geben will, und wird in ein Krankenhaus eingeliefert, wo Paul sie wiederfindet. Die Polizei hat unterdessen nach Hieronymus fahnden lassen, der von einem Hausbewohner angezeigt wird. Hieronymus jedoch weigert sich, Niki wieder zurückzugeben, hat er sich doch nicht nur mit Jette an Eltern statt um Niki gekümmert, sondern mit dem damals im Koffer gefundenen Brief auch eine „Schenkungsurkunde“ erhalten. Niki hat den einst eigenbrötlerischen Mann vollkommen verändert. Auch in der Steuerbehörde merkt man davon, bewilligt er doch zum Beispiel erhebliche Steuerersparnisse bei Alimentenfällen.
Paul versucht, Niki zu entführen, wird jedoch vom aufgebrachten Hieronymus abgehalten. Wenig später darf Winnie Niki kurz sehen, doch zeigt sich, dass das Kind inzwischen deutlich auf Hieronymus und Jette geprägt ist. Erst ein Besuch Pauls, der den beiden Pflegeeltern das Problem bewusst macht, dass sie in ihrem hohen Alter Niki zwar derzeit alle ihre Liebe geben können, die Dauer jedoch deutlich kürzer als bei ihm und Winnie wäre, lässt Hieronymus nachdenklich werden. Nach einer langen durchgrübelten Nacht stimmt er der Übergabe Nikis an seine Eltern zu und verlässt das Haus mit Tobby. Er will keinen Abschied von Niki, der nun von Winnie und Paul abgeholt wird.

## Produktion, Veröffentlichung
Produktionsfirma war die Georg Witt-Film GmbH (München-Geiselgasteig). Ich heiße Niki wurde in Hamburg, München und in den Bavaria Filmstudios in Geiselgasteig gedreht. Für die Filmbauten waren Franz Bi und Botho Höfer verantwortlich. Zur Musik von Werner Eisbrenner spielten die Münchner Philharmoniker. Die Produktionsleitung lag in den Händen von Georg Richter.
Die Uraufführung des Films fand am 5. August 1952 in Wien statt. Die Untertitel des Films lauteten Die Geschichte eines ungewollten Kindes bzw. … und alle haben mich lieb. Am 16. Oktober 1968 wurde Ich heiße Niki im Programm der ARD erstmals im Fernsehen gezeigt und erschien 2004 auf DVD.
Am 10. April 1953 wurde der Film in Finnland unter dem Titel Lapseni on minun veröffentlicht und am 20. April 1953 unter dem Titel Jeg hedder Niki in Dänemark. In Frankreich lief er unter dem Titel Mon nom est Niki und in Australien unter dem internationalen Titel My Name is Nicky.

## Kritik
Der Spiegel nannte Ich heiße Niki einen „Zeitfilm ohne Trümmer“.
Das Lexikon des internationalen Films lobte Ich heiße Niki als „eine Familiengeschichte mit Herzlichkeit und Humor, die unaufdringlich einen ethischen Standpunkt ins Spiel bringt.“ In der Onlineausgabe dagegen beschränkt es sich darauf, den Film als teilweise „humorvoll“ und als „unterhaltsame Familiengeschichte“ zu bezeichnen.
Auch der Evangelische Film-Beobachter zog ein positives Fazit: „Ein Film, der das zur rührseligen Darstellung verführende Thema taktvoll behandelt.“